# جزیره مقدس اوکینوشیما و سایت‌های مرتبط در منطقه موناکاتا
جزیره مقدس اوکینوشیما و سایت‌های مرتبط در منطقه موناکاتا (انگلیسی: Sacred Island of Okinoshima and Associated Sites in the Munakata Region) یک مجموعه سایت است که در شمال کیوشو واقع شده است. 